# Nance de Riscó
Nance de Riscó est un corregimiento situé dans le district d'Almirante, province de Bocas del Toro, au Panama. En 2010, la localité comptait 1 760 habitants.